# Paula Seling
Paula Seling (født 25. december 1978) er en rumænsk sangerinde. Hun repræsenterede Rumænien ved Eurovision Song Contest 2010 i Oslo, sammen med Ovi og sangen "Playing with Fire", der opnåede en tredjeplads ved finalen den 29. maj.
Den 1. marts 2014 vandt hun - igen sammen med Ovi - Selecția Națională, den rumænske forhåndsudvælgelse til Eurovision Song Contest 2014 i København med sangen "Miracle". Sangen blev fremført ved den anden semifinale den 8. maj 2014. Her gik den videre til finalen to dage senere, hvor den nåede en 12. plads.